# French Open 1938 (Badminton)
Die French Open 1938 im Badminton fanden in Paris statt. Es war die zehnte Auflage des Championats.

## Finalresultate
| Disziplin    | Sieger                     | Finalist                    | Ergebnis         |
| ------------ | -------------------------- | --------------------------- | ---------------- |
| Herreneinzel | Ian Maconachie             | Henri Pellizza              | 15–4, 15–8       |
| Dameneinzel  | Daphne Young               | Mavis Green                 | 5–11, 11–5, 11–8 |
| Herrendoppel | Ian Maconachie K. Smedley  | Henri Pellizza Burdin       | 15–4, 15–11      |
| Damendoppel  | Daphne Young Mavis Green   | F. Mercer A. Simpson        | 15–12, 15–4      |
| Mixed        | Ian Maconachie Mavis Green | Henri Pellizza Daphne Young | 15–9, 15–12      |